# 索尔贡
索尔贡（法語：Saulgond，法語發音：[solɡɔ̃]）是法国夏朗德省的一个市镇，属于孔福朗区。

## 地理
索尔贡（45°57'1"N, 0°47'3"E）面积27.36 平方千米，位于法国新阿基坦大区夏朗德省，该省份为法国西部内陆省份，北起德塞夫勒省和维埃纳省，东临上维埃纳省，东南至多尔多涅省，南至多爾多涅省，西接滨海夏朗德省。
与索尔贡接壤的市镇（或旧市镇、城区）包括：布里格伊、沙布拉克、埃塔尼亞克、莱泰尔、圣克里斯托夫、圣莫里斯德利永、圣瑞尼安。

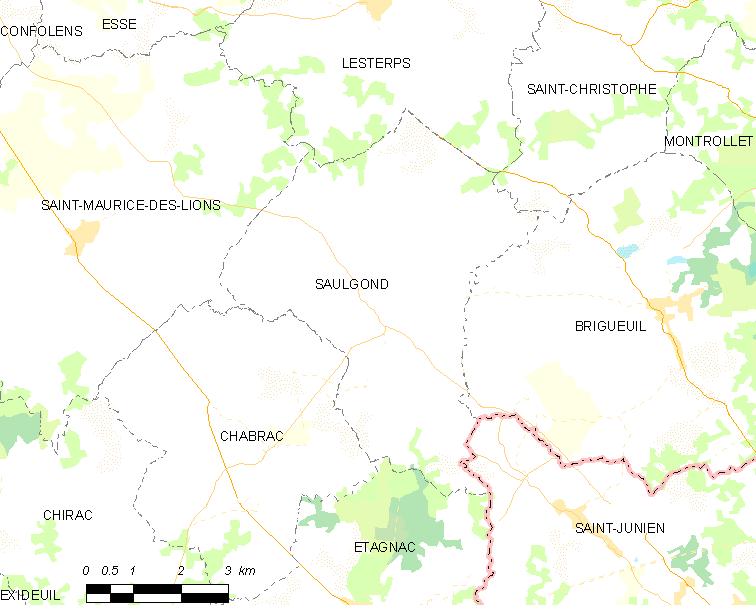
索尔贡的OSM定位图

索尔贡的时区为UTC+01:00、UTC+02:00（夏令时）。

## 行政
索尔贡的邮政编码为16420，INSEE市镇编码为16363。

## 政治
索尔贡所属的省级选区为夏朗德-维埃纳县。

## 人口

1962-2008年间索尔贡人口变化图示

索尔贡于2022年1月1日时的人口数量为531人。